# 戰隊大失格
《戰隊大失格》是春場蔥所創作的日本漫畫，開始連載於《週刊少年Magazine》2021年第10號。

## 劇情大綱
13年前，惡之怪人軍團企圖征服地球，龍神戰隊運用他們的神器挺身而戰，一年內便擊敗惡之怪人軍團，軍團幹部全滅。倖存的基層成員雖然具有重生能力，但體質非常弱，而且若被神器所傷，就不能回復。他們被迫每週都要派人，在不知情的普通民眾面前，演出被龍神戰隊打敗的戲碼。長期下來，到了第一千回戰鬥，某位軍團基層成員（D）厭倦扮演注定落敗的角色，便計劃利用擬態能力，潛入龍神戰隊所屬的大戰隊，以擊敗龍神戰隊。但隨著D投入大戰隊的核心，各派系人物的逐鹿亦陸續浮面。惡之怪人干部在暗處重整旗鼓、別有用心的人類利用怪人特性，扭曲現實、被玩弄於股掌之中的人員厭倦雙方爭鬥、以至更深層的幕後，要求一切繼續按最初劇本運行，都讓D和眾人拼命作戰的理念受到百般衝擊......。

## 登場人物

### 主要人物
戰鬥員D（聲：小林裕介）
本作主角。邪惡怪人軍團的一員，浮游城的怪人，擅長擬化地面人。在某個星期天的決戰中，他發起了一次意外的攻擊，但很快就被紅色守望者輕鬆打敗。這個事件讓他意識到，他們早已不是真正的惡人。繼後決定留在地面上，悄悄加入大戰隊，期望潛入內部後將對手解決，達成惡人得勝的理念。
被錫切夢子拉攏同流合污，深知自己孤身面對戰隊五人力有不逮後，再與櫻間日日輝達成合作，擬態成櫻間日日輝的模樣慢慢爬升。在測試和成為正式隊員時，與一眾人類同僚產生了羈絆，開始認真理解一般人類的日常生活和脾性；及後在發現干部存活以後，感受到一直以來遭受背叛；並在與藍色守望者的決鬥中，意會到自己其實更渴望不再受他人擺佈，要堂堂正正將對手打敗。
為此決定只要是對基層怪人抱持不尊重的存在，即便是干部和怪人保護協會都會成為他的敵人；反之只要是有利其對抗敵人的存在，即便是有過節的大戰隊成員都會盡力拉攏。他奉行此一行動模式的努力，讓很多短暫接觸的人員難以理解，但對時常合作的成員而言卻成為了魅力。
櫻間日日輝（聲：梶田大嗣；竹下天馬（四歳時））
櫻間世世良的弟弟。充滿了大愛和正義感，甚至試圖透過內部揭露來糾正大戰隊。
從小就憧憬成為龍守望者，但在一個禁止“野蠻”的家庭中長大。後來他的父母深陷由怪人佩爾托拉領導的宗教中，曾一度受到影響。然而有一天，在怪人佩爾托拉發動的宗教設施襲擊事件中，他的父母被殺害，姐姐世世良失去了腿部功能。之後，被青嶋莊吾的前任藍色守望者救下，並在他退任後像父母一樣撫養他，他對此感激不盡，因而加入了大戰隊。不過他亦體會到大戰隊高層輾壓怪人的方法似乎有問題，直至遇上D時才敢以實際行動面對。
少數知道戰鬥員D真實身分並與他合作的人，知道彼此理念相近後，為了創造人類與怪人共存的世界而不惜毀容並交換身份。他的姐姐是粉色守望者櫻間世世良。與戰鬥員D相遇時，他是一名“無色”的隊員，但因為戰鬥員D扮演他通過了測試，所以名義上屬於綠色部隊。
與D分開後一路探查大戰隊和幹部地下活動的前線，最終被大戰隊內一些前線人員的醜惡所衝擊。在怪人保護協會一戰後為了糾正這些正義的假冒者們，將世界“恢復到真實的面貌”，他發起了新的組織“新戰隊”。
錫切夢子（聲：矢野優美華）
戰隊黃從一位，以戰隊毀滅為目標，開始時充滿謎團的女子。是為數不多知道戰鬥員D的真實身份的人物之一。以威脅的方式強行拉攏戰鬥員D。作為其中的一環，她讓戰鬥員D收集神器，最終拿下了藍色與紅色的正牌神器。櫻間日日輝稱她為“不應深入交往的人”，並留在她身邊監視她。她持有的神器複製品是一個遙控器形狀的“月讀命”。在戰鬥中操縱時間進行“回溯”和“暫停”等。
本名為鈴桐六子，為“龍的巫女”。能使用龍神力量的6名“被選中者”中，因為5名被神器“使用”了，所以是唯一的倖存者。最終向D解釋她一切行動是厭倦了所有勢力只將之視為任意利用和複製的工具，所以意圖在收集神器後斷絕跟世界來往，以作報復。在怪人保護協會一役中，發現大量用於製作神器複製品的劣質克隆體，決定要先帶領她們歸隱。

### 龍神戰隊紅
紅色守望者／赤刎創星（聲：中村悠一）
戰隊紅正一位隊員，五位守望者中性格最為殘暴。也是龍神戰隊龍守護者的領隊。在理想上司排行榜上，他連續10年獲得第一名，以親切和甜美的面容擁有眾多粉絲。然而，他殺害了嘲笑怪人、威脅到自己地位的親信緋村，展現出與公眾形象背道而馳的陰暗面，後來在一次陷阱直播中，此舉使整個大戰隊形象掃地。
紅色的神器形狀像日本刀，在與戰鬥員D對峙時，他失誤地被奪走了神器，被D交予錫切。自那以後，他失去了變身的能力，不得不穿上普通的西裝和手動換上戰衣，兼且用著當前最強的複製品。
似乎因著大戰隊原型特攝節目的某些事情，使其存在於大戰隊為必要。在怪人保護協會戰鬥後，被一些高層表明他將要被「自己」替代，暴露了在過去回憶以外，故事開始至今的赤刎似乎都不是本人，而是被載入記憶的克隆體。最新一次要被處理的克隆體被櫻間日日輝一行人介入而得以保留，被說服成為新戰隊一員；而取代其的存在則被調較為異常溫柔。
朱鷺田隼（聲：吉野裕行）
紅隊的正三位，化著類似熊貓的妝容的高壓青年。平時總是不斷地輕視怪人。雖然識破了來偷取神器的戰鬥員D的偽裝，但在反擊中敗北，臉部受到重傷。他持有的神器複製品是形狀像霰彈槍的“八岐大蛇”。在最終考試中擔任怪人角色。因著偽裝的D在測試的進攻模式對其不懷好意，出於意氣而沒有選之為紅隊成員。其品性讓包括紅色守望者在內的很多成員所討厭，所以幾近再沒有晉升空間，但亦因此避過了很多災禍，在死傷慘重的怪人保護協會一戰後終於坐穩在高層位置。對於期後數次與D再相遇都沒能正面戰鬥感到無奈。
獅音海（聲：小野友樹）
紅隊隊員。因為哥哥被認為是幹部級別的怪人殺害，因此懷有對怪人的仇恨的青年。與D一起作為紅隊成員參加了最終考試。雖然沒有透過考試，但因為擊敗了幹部佩爾特羅等人的分身體，被認為具有正式隊員的戰鬥力，因此作為特例被追加合格。接到了紅守望者命令，因為“危險分子可能潛入了綠隊”，而去進行調查。最終在一次D闖入黃色守望者的幻境調查時再次相遇。

### 龍神戰隊藍
藍色守望者／蒼馬圭介
戰隊藍正一位隊員。長髮男子，因不滿自己的薪水與大戰隊的活動不相稱而離開。才華橫溢，以至於紅色守望者試圖將他帶回戰隊，成為新的藍色守望者。在龍神戰隊跟新戰隊對壘時明曉D的立場，所以最終能與之促膝長談，並表明會繼續觀察。
前藍色守望者／青嶋 庄吾（聲：井上剛）
前任戰隊藍正一位隊員。在對幹部佩爾托拉戰鬥、怪人D的戰鬥中殉職。被同為藍色部隊的藍染稱為“口頭、態度、性格都是最差”。曾是一個會在運輸途中襲擊現金的不良少年，但在被怪人欺騙受傷後，被紅色守望者救助，並被委以藍色守望者的後繼。其神器在與D一戰後被錫切夢子奪走。
藍染小町（聲：長江里加）
擁有僅次於藍色守望者的“從一位代理”的位階。與可愛的外表有反差的是不膽怯和很會照顧人的性格。在巨大塔的巢穴中與幹部交戰時，處於絕境之中被小熊蘭丸所救。在最終考試中擔任怪人角色。所持的神器複製品是一把手槍型的“海坊主”。可以召喚一個只有臉的大個子。因青嶋的死亡大受打擊，及後遇上D都精神不穩地肆意使用神器複製品狙擊，最終在龍神戰隊對新戰隊一役意外融合成猶如怪人的狀態，靠著蒼馬將之帶離大眾目光。
浦部永玄（聲：山下誠一郎）
原藍隊隊員。住在豪宅裡。對櫻間日日輝抱有競爭心。和小熊蘭丸是從小學生開始的朋友。和他一起作為藍隊成員參加了最終考試。雖然成績沒通過，但因為擊敗了幹部佩爾特羅等人的分身體，被認為具有正式隊員的戰鬥力，因此作為特例被追加合格。被選為藍隊駐地浮游城支部的第一批成員。戰後，因為不想讓孩子們繼承自己曾經在浮游城目睹的“糟糕的真相”，離開了大隊伍並偶遇XX，一同加入了“新戰隊”。在龍神戰隊跟新戰隊對壘時，表示仍對D作為怪人在考試時通力合作的態度充滿疑問。

### 龍神戰隊黃
黃色守望者／黄理谷真夜（聲：小野賢章）
戰隊黃正一位隊員，帶領隊伍為大戰隊提供所有神器和複製品科技，因此也是最掌握原生龍神力量的人之一。原本能夠使用龍神力量的是6名“被選中的人”，其指出因為他們試圖獨佔這股力量，所以利用其中的5人制作了神器。不過錫切和一些下屬都知道此一說法有所隱瞞。
自身將“黃龍耶夢加得”寄宿於其弓型神器中。是製造怪人的幕後黑手，似乎與大戰隊從原型虛構節目走入現實世界有關。對達成目標有著做任何事的覺悟，已去到被直指手段骯髒都沒有一絲愧疚的地步，冷血程度讓越清楚他的身邊人尤其恐懼。
雪野安潔麗卡（聲：鬼頭明里）
口是心非又高傲的候補生。嚴厲的性格容易被周圍的人拉開距離。其實是為了找回自己的尊嚴而志願加入大戰隊。重視效率的少女。說話尖酸。與來棲大和一起作為黃色組參加了最終考試。黃色小隊隊員。最初被分配到藍色小隊，但在錫切夢子的引導下轉到了黃色小隊。她稱呼錫切夢子為“姐姐”，並對她充滿敬愛，不過自其失蹤後開始迷失。
溫蒂
有著星星眼的可愛男孩。姓氏保密，以候補生之外的管道進入黃隊，與戰鬥員D屬同期的入隊新人。很活潑卻也十分神秘，被複數的他隊隊員評價為：總感覺這張臉好像在哪裡見過、總覺得你好像有點眼熟。在花音要介入綠與黃的內戰時故意出手阻撓，直至大局已定。

### 龍神戰隊綠
綠色守望者／千歳（聲：鳥海浩輔）
戰隊綠正一位隊員。根據警察資料庫的資訊，他過去有被逮捕的記錄，但資料不自然地缺失，是個謎一樣的人物，後來更顯示他跟戰隊原型特攝節目有關係。他甚至在大隊伍中隱藏了自己的真實身份，同時也作為情報員活動。
擁有七種情報員的工具。包括收錄了過去新聞的平板電腦“怠惰的智者”，模仿蜥蜴形狀的移動小型攝像機“貪婪的目擊者”，手槍“嫉妒的醫生”，用於插入目標物並使用的移動手段“暴食的間諜”，綠色的神器“憤怒的判決者”。他將“綠龍法布尼爾”寄宿在那件神器中，使用巨大的錘子作為綠色的神器。變身前他相對平靜和親切，但變身後性格會發生變化，變得情緒高漲且吵鬧。在森林深處擁有一所房子，與妻子和小女兒一起生活。
很早便從情報得悉D取用了日日輝的身份，在一次對戰時向他表明不認為基層戰鬥員可以對大戰隊造成甚麼變化，而不會將之揭破和誅之。不過相處下來其實覺得D作為戰隊成員的表現很稱職和有趣，所以只要其沒有越界的舉動，還是會將之視為平凡少年親切對待。D亦在數次戰鬥上意會到對方的宏大而願意暫且和平合作，因此彼此關係可謂長期處於微妙的平衡。
一直有跟夢子秘密交流，很早就確認彼此會以不同方式抵抗共同敵人。在新戰隊出現和兩個戰隊的角力後，確認是從內部瓦解龍神戰隊幕後黑手的時候而發動內戰。
翡翠花音（聲：和氣杏未）
擁有僅次於綠色守望者的“從一位”的位階。8歲時被怪人襲擊，失去了家人，被青梅竹馬的小室家收養，候選生石川宗次郎偶爾亦會在公園裡安慰她。但一次怪人保護協會人員導致其創傷後遺症發作，使其明白只能以隻身對抗怪人作為歸宿。以戰隊史上最年輕的10歲入伍，成為擁有瘋狂一面的超級精英戰隊隊員。平時穿著水手服，但並不上學。擁有一個像面具一樣戴在臉部下方的神器複製品“保食神”，能咬碎任何東西。幾乎代替千歲出席全部對外公開活動，但本人其實不習慣社交，很多時擺出虛偽的笑容。
最初因為偽裝的D曾在測試試圖拿下她而粗暴對待，但一連串事件後還是客觀地給其高分，並招攬入綠隊。在對抗馬加提亞的戰鬥中，開始因為D亮眼的臨場表現而對其有好感，並意識到他的真實身份，但其經歷被周圍人洗腦的過程後，假裝忘記了這件事並將之隱藏。在怪人保護協會事件中正式向D表明知情，並說道雖然畢生怨恨怪人，但此刻仍很想了解這位行動異常的基層戰鬥員。D在其數次陷入危難時亦致力提供掩護，表現出對這位上司的敬重。
薄久保天使（聲：三上枝織）
擁有異色瞳眼睛的少女，乍看有着畏縮不前的老實性格，但抱着強烈的信念。在最終考試中與D多次合作，最後一同加入綠隊。
真實身份是怪人保護協會理事，是人類與怪人的混血兒，被其爸爸自小教育至敬愛所有怪人。在幹部侵入帕伊隆巢穴的事件中，她暗地協助了幹部佩爾托拉逃離。在對抗馬加提亞的戰鬥中，她被洗腦，對那段時間的記憶一片空白。後來在天之川中央動物園的怪獸事件中完成了對大戰隊行動的觀察，奉命回到怪人保護協會展開最終計劃。
試圖說服D和花音認同怪人保護協會，不果後聽從組織領袖爸爸以武力相對。因著過往交心而多次不敢跟D作了斷，也對爸爸報復人類和大戰隊的計劃有所猶豫。在知道D其實是戰鬥員後，將多年對怪人的愛轉化為對D一人的傾慕，在最後關頭重新與綠隊合作。事後在城中秘密地點負責D的日常照顧和掩護。

### 龍神戰隊粉
粉色守望者／櫻間世世良（聲：M·A·O）
率領粉紅部隊的戰隊員（正一位）。櫻間日日輝的姐姐。守望者中唯一的女性，總是沉着冷靜，有溺愛弟弟的一面，但戰隊事務上早有互不干涉的共識，因此一開始弟弟和D都不知道其身份或得到便利。
幼年時期曾從事田徑運動，甚至有打破大會記錄的實力。然而，在怪人佩爾托拉襲擊宗教設施事件中下半身變得不靈活，從此被迫使用輪椅生活。下半身久後失去知覺，只有在變身時才能站立，是與其神器有關的力量。
撫子益荒男（聲：立木文彥）
粉紅部隊隊員（從一位）。肌肉發達。他持有的神器複製品是“天照大神”。技能名稱包括用力擁抱至對方窒息的“愛心擁抱治癒”，以及即便是被龍形裝置斬向脖子也能防禦的“胸鎖乳突肌防禦”。其溫柔男性的形象一度被吹捧為新世代的守望者接班人，但本人最終婉拒了這個稱號。

### 訓練生
薄久保天使
詳情見#龍神戰隊綠
獅音海
詳情見#龍神戰隊紅
浦部永玄
詳情見#龍神戰隊藍
雪野安潔麗卡
詳情見#龍神戰隊黃
石川宗次郎（聲：濱野大輝）
多次挑戰最終考試的最年長者。作為綠組成員挑戰了最終考試。在對抗幹部佩爾託羅拉的戰鬥中，為了保護雪野而犧牲。
明林戀蓮（聲：黑澤朋世）
性格開朗，溝通能力強的候補生。直覺很敏鋭的少女。雜技動作和運動能力在候補生中首屈一指。與七寶一同作為粉色組參加了最終考試。
來栖大和（聲：逢坂良太）
為了變得受歡迎，他立志成為大戰隊的一員，是個輕浮的年輕人。他跑得很快。雖然有時候會顯得有些膽小，但在最終考試，對抗幹部佩爾託羅拉的戰鬥中，他憑藉一貫的速度發揮了重要作用。他和雪野一起作為黃色組參加了最終考試。
七寶司（聲：清水優讓）
和明林一起作為粉紅組的一員參加了期末考。畢著與強壯肌肉完全不相稱的頭腦簡單，而沒有被任何一隊選上，最終成為了戰隊少數的白色成員。
小熊蘭丸（聲：野津山幸宏）
一個少言寡語的年輕人。擅長機器。和浦部從小學起就是朋友，一起作為藍色組的一員參加了期末考。在保護藍染免受佩托羅拉襲擊時受了重傷，直至新戰隊登場時才大體康復。

### 怪人
戰鬥員XX（聲：羊宮妃那）
與日日輝一起在巢之塔生活的怪人，擅長擬化地面人。與希望徹底抗戰的派系離開了基地，在一次行動失敗後成為唯一倖存者，擬態成人類女性逃走時被日日輝救回。在期末考騷亂後趁機逃離戰隊設施，後來成為怪人保護協會理事，深信他們可以協助自己。最終在協會一次將人類變質的行動中認清戰鬥員不被尊重，輾轉投靠新戰隊。

## 名詞
浮游城
突然出現在日本上空的詭異城堡。
日本各地區因浮游城怪人幹部帶來嚴重的災害
直到13年前所有怪人幹部被神龍戰隊所擊殺。
如今只為了取悅人類而存在，但人們並不知情。
怪人
不死之身，常規的物理傷害無法殺死，必須透過神具才能將其擊殺。
幹部
共12個，浮游城的主人，13年前7名幹部被神龍戰隊擊殺。
戰鬥員
幹部創造出來的小兵，名子以英文字母取名，大多為男性。
能夠擬態任何物體及生物，但無法改變身體質量以及性別。
神具
來源不明，唯一能殺死怪人的武器，僅有5把

## 創作、出版
2020年10月27日，春場蔥為預定於《週刊少年Magazine》刊登的新連載作品開始招募助手。12月23日，宣布將於2021年2月3日開始連載新作《戰隊大失格》。
因作者身體不適，由《週刊少年Magazine》2021年第39號起休刊，於10月20日發售的第47號恢復連載。

## 出版書籍
| 卷數 | 講談社         | 講談社                 | 東立出版社     | 東立出版社                           |
| 卷數 | 發售日期       | ISBN                   | 發售日期       | ISBN                                 |
| ---- | -------------- | ---------------------- | -------------- | ------------------------------------ |
| 1    | 2021年4月16日  | ISBN 978-4-06-522984-2 | 2021年12月10日 | ISBN 978-957-26-8077-3（首刷限定版） |
| 2    | 2021年6月17日  | ISBN 978-4-06-523575-1 | 2022年8月15日  | ISBN 978-957-26-7815-2               |
| 3    | 2021年9月17日  | ISBN 978-4-06-524852-2 | 2022年11月3日  | ISBN 978-957-26-7816-9               |
| 4    | 2022年2月17日  | ISBN 978-4-06-525997-9 | 2022年12月19日 | ISBN 978-957-26-8839-7               |
| 5    | 2022年4月15日  | ISBN 978-4-06-527529-0 | 2023年2月13日  | ISBN 978-957-26-9249-3               |
| 6    | 2022年7月15日  | ISBN 978-4-06-528429-2 | 2023年9月15日  | ISBN 978-626-7185-22-3               |
| 7    | 2022年10月17日 | ISBN 978-4-06-529432-1 | 2023年10月12日 | ISBN 978-626-347-484-0               |
| 8    | 2022年12月16日 | ISBN 978-4-06-529941-8 |                |                                      |
| 9    | 2023年3月16日  | ISBN 978-4-06-530920-9 |                |                                      |
| 10   | 2023年6月15日  | ISBN 978-4-06-531890-4 |                |                                      |
| 11   | 2023年9月14日  | ISBN 978-4-06-532887-3 |                |                                      |
| 12   | 2023年11月16日 | ISBN 978-4-06-533515-4 |                |                                      |
| 13   | 2024年2月16日  | ISBN 978-4-06-534553-5 |                |                                      |
| 14   | 2024年5月16日  | ISBN 978-4-06-535511-4 |                |                                      |
| 15   | 2024年7月17日  | ISBN 978-4-06-536156-6 |                |                                      |
| 16   | 2024年10月17日 | ISBN 978-4-06-537051-3 |                |                                      |
| 17   | 2025年1月17日  | ISBN 978-4-06-538056-7 |                |                                      |
| 18   | 2025年4月16日  | ISBN 978-4-06-539044-3 |                |                                      |
| 19   | 2025年8月12日  | ISBN 978-4-06-540002-9 |                |                                      |

## 電視動畫
2022年12月6日，宣布將改編為由佐藤敬一執導的電視動畫。

### 主題曲
第一季
片頭曲
主唱、作詞、作曲、編曲：木谷龍也
第1話用作片尾曲
片尾曲
主唱：七音阿卡莉，作词：Neru、七音阿卡莉，作曲、编曲：Neru
第1話未使用
第二季
片頭曲
主唱、作詞、作曲、編曲：橘子新乐园
片尾曲
主唱、作詞、作曲：梟note，编曲：100回嘔吐

### 各話列表
| 話數   | 日文標題 | 中文標題                            | 劇本       | 分鏡                                | 演出                         | 作畫監督 | 總作畫監督                                   | 首播日期       |
| 第一季 | 第一季   | 第一季                              | 第一季     | 第一季                              | 第一季                       | 第一季 | 第一季                                       | 第一季         |
| ------ | -------- | ----------------------------------- | ---------- | ----------------------------------- | ---------------------------- | --- | -------------------------------------------- | -------------- |
| 1      |          | 我們代表正義！ 龍神戰隊龍神守望者！ | 大知慶一郎 | 佐藤敬一 豬狩崇                     | 金子貴弘                     | 高田晃 德田拓也 櫻井祐哉 磯野智 竹本未希 酒井智史 | 古关果步子 中武学                            | 2024年 4月7日  |
| 2      |          | 前進吧！戰鬥員D！                   | 大知慶一郎 | 佐藤敬一 高橋福大郎                 | 高橋福大郎                   | 所澤東 戶田沙耶香 濱中章太郎 小林史緒里 | 中武学                                       | 4月14日        |
| 3      |          | 前进终有一日， 恶之花会绽放         | 大知慶一郎 | 佐藤敬一 鈴木清崇                   | 後藤康德                     | 本多惠美 大嶋由葵 後藤圭佑 竹本未希 | 古关果步子                                   | 4月21日        |
| 4      |          | 愛的戰士日日輝                      | 荒川稔久   | 佐藤敬一 片山一良                   | 豬狩崇                       | 濱中章太郎 德田拓也 伊藤嘉之 所澤東 竹本未希 中智明日香 片山一良                                                                                       | 古关果步子 中武学                            | 4月28日        |
| 5      |          | 现在身处大战队之中                  | 大知慶一郎 | 佐藤敬一 金子貴弘                   | 金子貴弘                     | 吉田龍一郎 濱中章太郎 櫻井祐哉 大野勉 羽野廣范 石原惠治 清水拓磨                                                                                       | 古關果步子                                   | 5月12日        |
| 6      |          | 加1加2一团糟！                      | 原田沙耶香 | 寺岡岩 佐藤敬一                     | 高橋福大郎                   | 戶澤東 伊藤嘉之 迫江沙羅 飯飼一幸 竹本未希 吉田肇 外山陽介                                                                                             | 中武學                                       | 5月19日        |
| 7      |          | 曲折的终测之路                      | 大知慶一郎 | 佐藤敬一 片山一良                   | 小野步                       | 羽山賢二 櫻井祐哉 戶澤東 濱中章太郎 竹本未希 八幡紗季 STUDIO MASSKET 星月                                                                              | 古關果步子                                   | 5月26日        |
| 8      |          | 訓練生，咆哮吧！                    | 荒川稔久   | 佐藤敬一 片山一良                   | 金子貴弘 野木森達哉          | 戶澤東 石原惠治 小澤圓 山口光紀 稻留和美 荻原旭 大野勉 長谷川文香 STUDIO MASSKET 星月                                                                  | 中武學                                       | 6月2日         |
| 9      |          | 戰鬥！狂熱！D！                     | 大知慶一郎 | 竹內浩志 佐藤敬一                   | 竹內浩志                     | 濱中章太郎 戶田沙耶香 羽山賢二 櫻井祐哉 伊藤嘉之 荻原旭 下江侑子 竹本未希 小澤圓 戶澤東 STUDIO MASSKET 星月                                            | 古關果步子                                   | 6月9日         |
| 10     |          | 火力全开！ 蓝色守望者！             | 原田沙耶香 | 橫內一樹 佐藤敬一                   | 橫內一樹                     | 戶澤東 石原惠治 山口光紀 海堂浩幸 小林史緒里 吉田龍一朗 櫻井祐哉 大野勉 長春知行合一動漫有限公司 星月 Green STUDIO MASSKET                             | 古关果步子 中武学                            | 6月16日        |
| 11     |          | 挑战者正在赶来！                    | 荒川稔久   | 片山一良 佐藤敬一                   | 吉川志我津 高橋福大郎        | 大橋實 伊藤嘉之濱 中章太郎 戶田 萩原旭 竹本未希 | 古关果步子                                   | 6月23日        |
| 12     |          | D永不停步！                         | 大知慶一郎 | 竹內浩志 片山一良 橫內一樹 佐藤敬一 | 豬狩崇 金子貴弘              | 柳澤正秀 小澤圓 戶澤東 濱中章太郎 戶田沙耶香 山口光紀 五月女妃苗 永田有香 高田小知代 岡本圭一郎 木下由美子 佐藤道雄 石原惠治 拉普拉斯動畫 七靈石作畫部 | 古關果步子 羽山賢二 中武學                   | 6月30日        |
| 第二季 |          |                                     |            |                                     |                              | |                                              |                |
| 13     |          | 看啊！是龙神守望者！                | 大知慶一郎 | 片山一良 佐藤敬一                   | 吉川志我津                   | 小澤圓 濱中章太郎 海堂宏之 小林史緒里 度會龍司 山口光紀 戶澤東 伊藤嘉之                                                                                | 中武学 古关果步子 石原惠治                   | 2025年 4月13日 |
| 14     |          | 这所学园 这段时光                   | 大知慶一郎 | 片山一良 佐藤敬一                   | 中釜勇亮                     | 橋本貴吉 河本美代子 平田賢一 重松晉一 岡本圭一郎 EN.studio                                                                                             | 中武学 古关果步子 石原惠治                   | 4月20日        |
| 15     |          | 斷裂的記憶                          | 大知慶一郎 | 金子貴弘 佐藤敬一                   | 金子貴弘                     | Won Chang hee Joung Eun joung Oh Eun soo Won Eun sook Lim Keun soo Kim Yoon jung                                                                       | 中武学 古关果步子 石原惠治                   | 4月27日        |
| 16     |          | 实现梦想的大战队                    | 荒川稔久   | 高橋福大郎 佐藤敬一                 | 高橋福大郎                   | 小林史緒里 吉田龍一郎 海堂博之 山口光紀 閔賢叔 安孝貞                                                                                                  | 中武学 古关果步子 石原惠治                   | 5月4日         |
| 17     |          | 綠色降臨～超強力量～                | 原田沙耶香 | 片山一良 佐藤敬一                   | 中釜勇亮                     | 小澤圓 濱中章太郎 海堂博之 小林史緒里 吉田龍一郎 山口光紀 戶澤東 伊藤嘉之 戶田沙耶香 佐藤敬一                                                          | 中武学 古关果步子 石原惠治                   | 5月11日        |
| 18     |          | 迷惑不解 是认真的吗…                | 大知慶一郎 | 古川志我津 佐藤敬一                 | 古川志我津                   | 齊藤健吾 戶澤東 濱中章太郎 伊藤嘉之 魏旭龍 杜衛峰 陈家兴 李绍川 曾山 佐藤敬一 羽山賢二                                                                 | 中武学 古关果步子 石原惠治                   | 5月18日        |
| 19     |          | 我们是KHK 怪人保护协会              | 原田沙耶香 | 竹内浩志 佐藤敬一                   | 金子貴弘                     | Youn Hi young Kim Yoon jung Kim Hye jeong Kwon Oh sik Joung Eun joung Lim Sou kyoung                                                                   | 古關果步子 中武学 石原惠治 羽山賢二          | 5月25日        |
| 20     |          | 全員集合！怪人來了                  | 荒川稔久   | 增田敏彥 佐藤敬一                   | 高橋福大郎                   | 戶澤東 吉田龍一郎 伊藤嘉之 鳥山冬美 海堂博之 小林史緒里 夜 佐藤敬一 羽山賢二 STUDIO MASSKET 無錫七彩動画                                               | 古關果步子 中武学 石原惠治                   | 6月1日         |
| 21     |          | 戰鬥員D晉見！                       | 大知慶一郎 | 海野明 佐藤敬一                     | 池野昭二                     | 小澤円 濱中章太郎 戶田沙耶香 山口光紀 佐藤敬一 羽山賢二 EN.studio LO Studio STUDIO MASSKET                                                             | 古關果步子 中武学 石原惠治                   | 6月8日         |
| 22     |          | 羈絆 日日輝與世世良                 | 荒川稔久   | 增田敏彥 佐藤敬一                   | 中釜勇亮 古川志我津          | 倉島 夜 出口敦也 度會龍司 海堂博之 小林史緒里 戶澤東 鳥山冬美 大場繪理 伊藤嘉之 羽山賢二 松崎泉                                                        | 古關果步子 中武学 石原惠治                   | 6月15日        |
| 23     |          | 龙神守望者VS死亡彌賽亞              | 大知慶一郎 | 片山一良 佐藤敬一                   | 西島圭祐                     | 齊藤健吾 松崎泉 濱中章太郎 倉島南 戶田沙耶香 戶澤東 佐藤敬一 Lee Beom-jin An Yun-ju 楊婷婷 姚逺 李文龍 孫一銘 姜姜 郭婷                                | 古關果步子 中武学 石原惠治 羽山賢二          | 6月22日        |
| 24     |          | D是唯一的                           | 大知慶一郎 | 佐藤敬一 海野明                     | 高橋福大郎 五十嵐隆 金子貴弘 | 小澤圓 濱中章太郎 海堂博之 小林史緒里 吉田龍一郎 吉岡毅 出口敦也 松崎泉 倉島南 戶澤東 戶田沙耶香 夜                                                    | 古關果步子 中武学 石原惠治 羽山賢二 佐藤敬一 | 6月29日        |

### 播映平台
| 播放地區         | 播放平台         | 播放日期              | 播放時間     | 備註                          |
| 第一季           | 第一季           | 第一季                | 第一季       | 第一季                        |
| ---------------- | ---------------- | --------------------- | ------------ | ----------------------------- |
| Disney+ 服務地區 | Disney+ 服務地區 | 2024年4月7日－6月30日 | 星期日 16:00 |                               |
| 美國             | hulu             | 2024年4月7日－6月30日 | 星期日 16:00 | 同時在「Hulu on Disney+」播放 |

### BD
| 卷數   | 發行日期       | 收錄話數        | 規格編號  |
| 第一季 | 第一季         | 第一季          | 第一季    |
| ------ | -------------- | --------------- | --------- |
| 1      | 2024年8月28日  | 第1話 - 第4話   | SHBR-0735 |
| 2      | 2024年9月25日  | 第5話 - 第8話   | SHBR-0736 |
| 3      | 2024年10月30日 | 第9話 - 第12話  | SHBR-0737 |
| 第二季 |                |                 |           |
| 4      | 2025年9月24日  | 第13話 - 第16話 | SHBR-0770 |
| 5      | 2025年10月29日 | 第17話 - 第20話 | SHBR-0771 |
| 6      | 2025年11月26日 | 第21話 - 第24話 | SHBR-0772 |

## 外部連結
- 漫畫連載網站（日語）
- 電視動畫官方網站（日語）
- 戰隊大失格的X（前Twitter）（日語）